# Kabinett Sukselainen I
Das Kabinett Sukselainen I war das 41. Regierungskabinett in der Geschichte Finnlands. Es amtierte vom 27. Mai 1957 bis zum 29. November 1957 (187 Tage).
Der vom Landbundpolitiker Vieno Sukselainen angeführten Koalition gehörten neben dem Landbund die Schwedische Volkspartei, die Volkspartei Finnlands und eine Abspaltung der Sozialdemokratischen Partei, die später den Sozialdemokratischen Bund der Arbeiter- und Kleinbauernschaft gründen sollte, an.

## Minister
| Amt                                             | Name | Partei                                                                |
| ----------------------------------------------- | --- | --------------------------------------------------------------------- |
| Ministerpräsident                               | Vieno Sukselainen | Landbund                                                              |
| Stellvertr. Ministerpräsident                   | 27. Mai 1957 – 2. Juli 1957 Nils Meinander 2. Juli 1957 – 2. September 1957 Esa Kaitila 2. September 1957 – 31. Oktober 1957 Aarre Simonen 31. Oktober 1957 – 29. November 1957 Johannes Virolainen | Schwedische Volkspartei Volkspartei Finnlands SDP-Abspaltung Landbund |
| Außenminister                                   | Johannes Virolainen | Landbund                                                              |
| Justizminister                                  | 27. Mai 1957 – 2. September 1957 Arvo Helminen 2. September 1957 – 29. November 1957 Johan Otto Söderhjelm                                                                                          | parteilos                                                             |
| Innenminister                                   | 27. Mai 1957 – 2. September 1957 Harras Kyttä 2. September 1957 – 29. November 1957 Teuvo Aura | Volkspartei Finnlands                                                 |
| Verteidigungsminister                           | 27. Mai 1957 – 2. September 1957 Atte Pakkanen 2. September 1957 – 29. November 1957 Pekka Malinen                                                                                                  | Landbund Volkspartei Finnlands                                        |
| Finanzminister                                  | 27. Mai 1957 – 2. Juli 1957 Nils Meinander 2. Juli 1957 – 29. November 1957 Martti Miettunen | Schwedische Volkspartei Landbund                                      |
| Stellvertr. Finanzminister                      | 27. Mai 1957 – 2. Juli 1957 Vihtori Sarjala 2. Juli 1957 – 2. September 1957 Ahti Karjalainen 2. September 1957 – 29. November 1957 Pekka Malinen 11. Oktober 1957 – 29. November 1957 Teuvo Aura   | Landbund Volkspartei Finnlands                                        |
| Bildungsminister                                | Kerttu Saalasti | Landbund                                                              |
| Landwirtschaftsminister                         | 27. Mai 1957 – 2. Juli 1957 Martti Miettunen 2. Juli 1957 – 29. November 1957 Kustaa Eskola | Landbund                                                              |
| Stellvertr. Landwirtschaftsminister             | 27. Mai 1957 – 2. Juli 1957 Bertel Lindh 2. Juli 1957 – 29. November 1957 Matti Lepistö | Schwedische Volkspartei SDP-Abspaltung                                |
| Verkehrs- und Infrastrukturminister             | 27. Mai 1957 – 2. Juli 1957 Kustaa Eskola 2. Juli 1957 – 29. November 1957 Vihtori Sarjala | Landbund                                                              |
| Stellvertr. Verkehrs- und Infrastrukturminister | 27. Mai 1957 – 2. Juli 1957 Torsten Nordström 2. Juli 1957 – 2. September 1957 Kustaa Tiitu 2. September 1957 – 29. November 1957 Valdemar Liljeström                                               | Schwedische Volkspartei Landbund SDP-Abspaltung                       |
| Handels- und Industrieminister                  | Esa Kaitila | Volkspartei Finnlands                                                 |
| Stellvertr. Handels- und Industrieminister      | 2. September 1957 – 29. November 1957 Teuvo Aura | Volkspartei Finnlands                                                 |
| Sozialminister                                  | 27. Mai 1957 – 2. September 1957 Irma Karvikko 2. September 1957 – 29. November 1957 Aino Malkamäki                                                                                                 | Volkspartei Finnlands SDP-Abspaltung                                  |
| Stellvertr. Sozialminister                      | 27. Mai 1957 – 2. September 1957 Atte Pakkanen 2. Juli 1957 – 29. November 1957 Pekka Malinen 2. September 1957 – 29. November 1957 Olli J. Uoti                                                    | Landbund Volkspartei Finnlands SDP-Abspaltung                         |
| Minister ohne Geschäftsbereich                  | 2. September 1957 – 29. November 1957 Aarre Simonen | SDP-Abspaltung                                                        |